# پریتی ینده
پریتی ینده (به انگلیسی: Pretty Yende؛ زاده ۱ ژانویه ۱۹۸۰) یک خواننده اهل آفریقای جنوبی است.